# 🚁
🚁 is een teken uit de Unicode-karakterset dat een 
helikopter voorstelt. Deze emoji is in 2010 geïntroduceerd met de Unicode 6.0-standaard, als onderdeel van het Unicode blok transport en kaartsymbolen.

## Betekenis

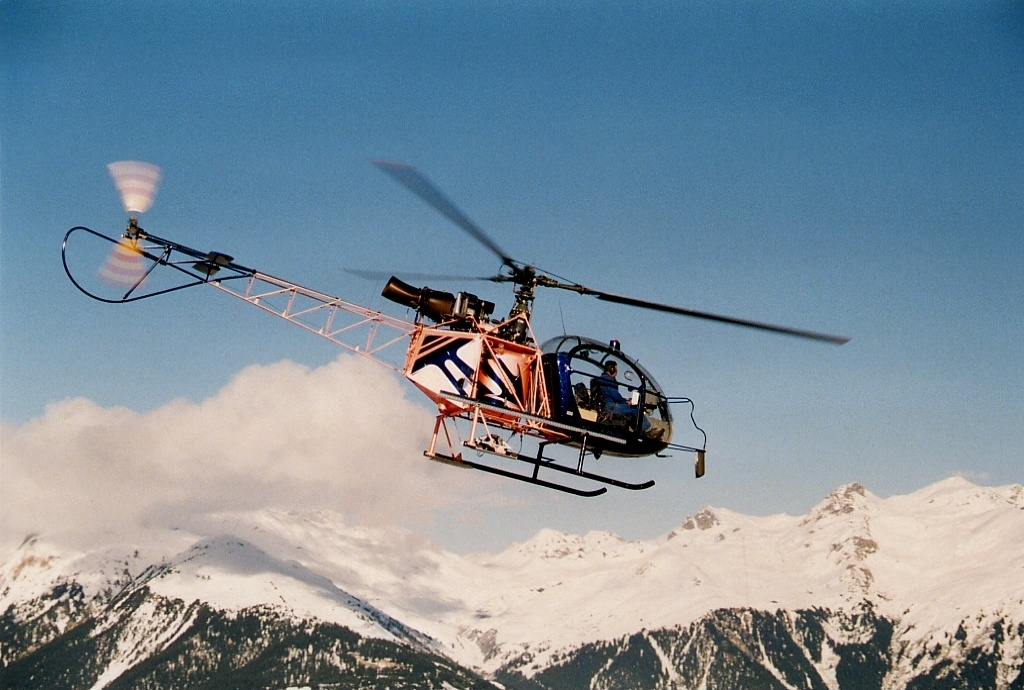
Een Alouette II helikopter in de bergen.

Deze emoji geeft een klassieke helikopter met een enkele rotor weer. De emoji wordt ook wel gebruikt in contexten waarin reddingshelikopters worden gebruikt zoals ongelukken en rellen.

## Codering

De Twemoji-implementatie

### Unicode
In Unicode vindt men 🚁 onder het codepunt U+1F681  (hex).

### HTML
In HTML kan men in hex de volgende code gebruiken: &#x1F681;.

### Shortcode
In software die shortcode ondersteunt zoals Slack en GitHub kan het karakter worden opgeroepen met de code :helicopter:.

### Unicode-annotatie
De Unicode-annotatie voor toepassingen in het Nederlands (bijvoorbeeld een Nederlandstalig smartphonetoetsenbord) is helikopter. De emoji is ook te vinden met het sleutelwoord voertuig.